# Antonio Núñez Jiménez
Antonio Núñez Jiménez (Alquízar, provincia de La Habana (actual Artemisa), Cuba, 20 de abril de 1923 - Ciudad de La Habana, 13 de septiembre de 1998) fue un geógrafo, espeleólogo, arqueólogo, científico y revolucionario cubano.

## Biografía
Nació el 20 de abril de 1923 en Alquízar, provincia de La Habana. Fundador de la Sociedad Espeleológica de Cuba en 1940. Graduado de Doctor en Filosofía y Letras en la Universidad de La Habana, 1951. Doctor en Ciencias Geográficas de la Universidad Lomonosov de Moscú, 1960. Participó en expediciones al Polo Norte, 1972 y a la Antártida, 1982. Realizó exploraciones en la Cordillera de los Andes desde Perú hasta Venezuela. Llevó a cabo investigaciones geográficas en China, África, Islas Galápagos, Isla de Pascua y otras partes del mundo. Dirigió la expedición “En Canoa del Amazonas al Caribe”, 1987-1988, en la que se recorrieron veinte países de las cuencas del Amazonas, del Orinoco y del Mar de las Antillas.
Capitán del Ejército Rebelde a las órdenes del Comandante Ernesto Che Guevara durante la Campaña de Liberación del Centro de Cuba, 1958. En el Gobierno Revolucionario de Cuba ocupó los cargos de Director del Instituto Nacional de Reforma Agraria, 1959-1962; Jefe de Artillería, 1960-1962; Presidente-fundador de la Academia de Ciencias de Cuba, 1962-1972; Embajador de Cuba en Perú, 1972-1978; Viceministro de Cultura, 1978-1989; Diputado a la Asamblea Nacional, 1976-1993. Presidente de la Sociedad Espeleológica de Cuba, de la Comisión Nacional de Monumentos, del Centro de Estudio del Arte Rupestre de América Latina y del Caribe (“Vigirima”, Venezuela), de la Sociedad Cubana de Geografía y de la Fundación de la Naturaleza y el Hombre, hasta su muerte, acaecida en 1998. En 1995, recibió el diploma de “Cuarto Descubridor de Cuba” y le fue otorgada la categoría de Miembro de Mérito de la Academia de Ciencias de Cuba.

### Investigaciones
Cuando sólo tenía 17 años funda la Sociedad Espeleológica de Cuba. Se graduó en la Universidad de La Habana en 1951 y en la Universidad Lomonosov de Moscú en 1960. Participó en expediciones al Polo Norte (1972) y a la Antártida (1998). Realizó exploraciones a la cordillera de Los Andes desde Perú hasta Venezuela.
Llevó a cabo investigaciones geográficas en China, África, Islas Galápagos, Isla de Pascua y otras partes del mundo. Dirigió la expedición “En canoas del Amazonas al Caribe” desde 1987 a 1988, en la que se recorrieron veinte países a través de los ríos Napo, Amazonas, Negro y Orinoco y luego por el mar de las Antillas.

### Publicaciones y cargos
Su obra literaria es extensa con más de 190 libros y folletos y 1665 artículos, así como, documentales para el cine y la televisión, entrevistas y otros. 
Ocupó relevantes cargos en instituciones estatales y científicas. Representó a Cuba en distintos acontecimientos internacionales. Impartió cursos y conferencias en universidades y centros científicos de numerosos países.
Fue honrado en Cuba y en el extranjero con más de 95 condecoraciones y 180 diplomas. En 1995 se le confirió el título de Doctor Honoris Causa en Ciencias Geográficas de la Universidad de La Habana. Recibió de la Sociedad Espeleológica de Cuba y de la Sociedad Cubana de Geografía el diploma de cuarto descubridor de Cuba. El 16 de mayo de 1994 crea la “Fundación de la Naturaleza y el Hombre”.
De gran importancia para el desarrollo de la ciencia meteorológica en Cuba, fue su desempeño como presidente de la Academia de Ciencias de Cuba, (1962-1974). Durante su presidencia en 1964 creó el departamento de Meteorología de la Academia de Ciencias de Cuba y en 1965 inaugura el Instituto de Meteorología.
- Una de sus obras es "Nuestra América" (1992) Ed. Pueblo y Educación, La Habana.

### Fallecimiento
Falleció el 13 de septiembre de 1998 en Ciudad de La Habana. Al fallecer se desempeñaba como presidente de la Comisión Nacional de Monumentos de Cuba, del Centro de Arte Rupestre de América Latina y del Caribe y de la Sociedad Espeleológica de Cuba y Cubana de Geografía.